# Billbergia alfonsi-joannis
Pour les articles homonymes, voir Billbergia, Alfonsi et Joannis.
Espèce
Classification phylogénétique
Billbergia alfonsi-joannis est une espèce de plantes de la famille des Bromeliaceae, endémique de la forêt atlantique (mata atlântica en portugais) au Brésil.

## Distribution
L'espèce est endémique du Brésil et se rencontre dans les États côtiers du sud-est, de celui d'Espírito Santo à celui de Santa Catarina.

## Description
L'espèce est épiphyte ou saxicole.